# Dione (satélite)
Dione es un satélite natural de Saturno descubierto en 1684 por Giovanni Cassini; el nombre proviene de la mitología griega. Cassini nombró a las cuatro lunas descubiertas por él (Tetis, Dione, Rea y Jápeto) Sidera Lodoicea («las estrellas de Luis») en honor al rey Luis XIV. Los 
astrónomos de la época adoptaron la convención de nombrar a los satélites con números romanos, y Dione también se conoce como Saturno IV. Los nombres mitológicos de los satélites de Saturno fueron propuestos por John Herschel (hijo de William Herschel, descubridor de Mimas y Encélado) en su estudio publicado en 1847, Results of Astronomical Observations made at the Cape of Good Hope  donde sugirió los nombres de los titanes, hermanos y hermanas de Cronos.

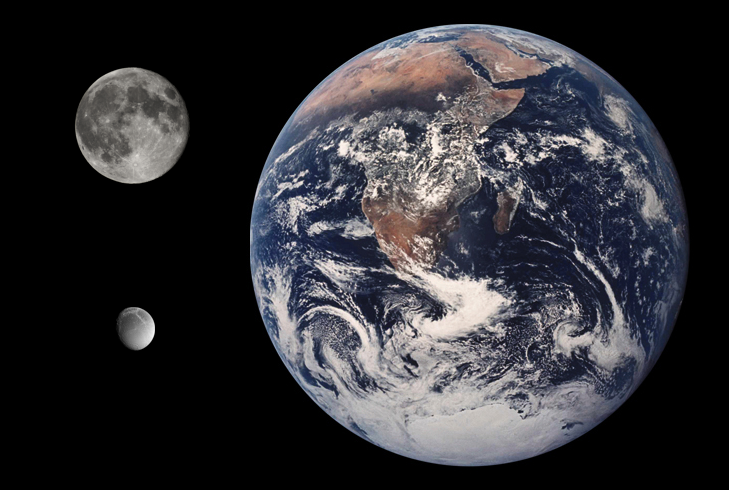
Dione (abajo a la izquierda) en comparación con la Luna (arriba a la izquierda) y la Tierra (derecha).

## Características físicas

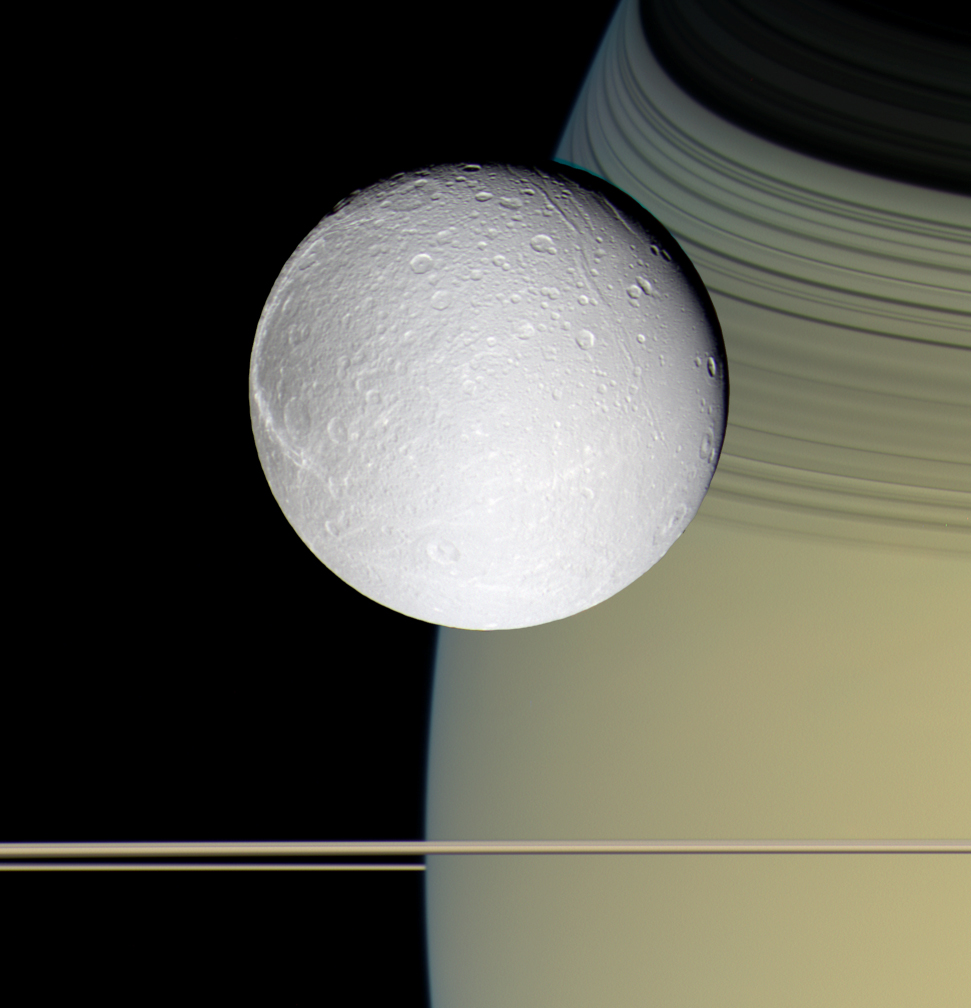
Imagen de Dione y Saturno.

Dione está compuesto principalmente de agua congelada. Sin embargo, dado que Dione es la luna más densa de Saturno (aparte de Titán, cuya densidad es mayor por compresión gravitacional), seguramente debe tener materiales más densos en su interior, como por ejemplo rocas de silicio.
Aunque un poco más pequeña, Dione es una luna muy similar a Rea. Las dos tienen composiciones y características de albedo similares, y las dos exhiben asimetrías en sus hemisferios delantero y trasero. El hemisferio delantero de Dione está muy craterizado y es uniformemente brillante. Su hemisferio trasero contiene una red de líneas brillantes aunque no muy bien definidas sobre un mar de fondo oscuro. Gracias a las imágenes de mayor resolución de la sonda Cassini, ahora se sabe que estas líneas en realidad son grandes acantilados de hielo.
Los científicos reconocen los siguientes tipos de características geológicas en la superficie de Dione:
- Chasmata (cañones)
- Lineae (acantilados glaciales)
- Cráteres

### Líneas

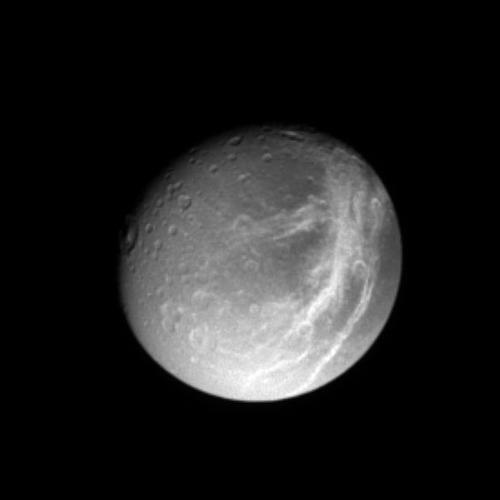
Imagen de Dione obtenida por la sonda Cassini en 2004. A baja resolución, los acantilados de hielo aparecen como líneas difusas.

Antes del encuentro cercano de Cassini a Dione, el 13 de diciembre de 2004, no se entendía el origen de las líneas difusas (detectadas a baja resolución por la sonda Voyager a principios de la década de los 80). Lo único que se sabía era que estas líneas era finas y tenían un alto albedo. Una hipótesis era que poco después de su formación Dione estuvo activa geológicamente y algún proceso de tipo criovolcánico modificó su superficie en ese entonces, con rayas o líneas formándose a partir de erupciones donde existían rajaduras, y material helado cayendo cerca en forma de nieve o polvo. Sin embargo, las imágenes de alta resolución de Cassini han demostrado que esta hipótesis es incorrecta y que estas líneas difusas no son depósitos de hielo, sino que son fallas o acantilados de hielo brillante, creadas por fracturas tectónicas. Estas enormes fracturas se encuentran en el hemisferio trasero de Dione. Cassini tomó imágenes muy detalladas desde unos 500 km el 11 de octubre de 2005. Algunas de estas fotos fueron tomadas desde orientaciones propicias, con lo que se pudo demostrar que dichos acantilados glaciales tenían varios cientos de metros de altura.

### Cráteres

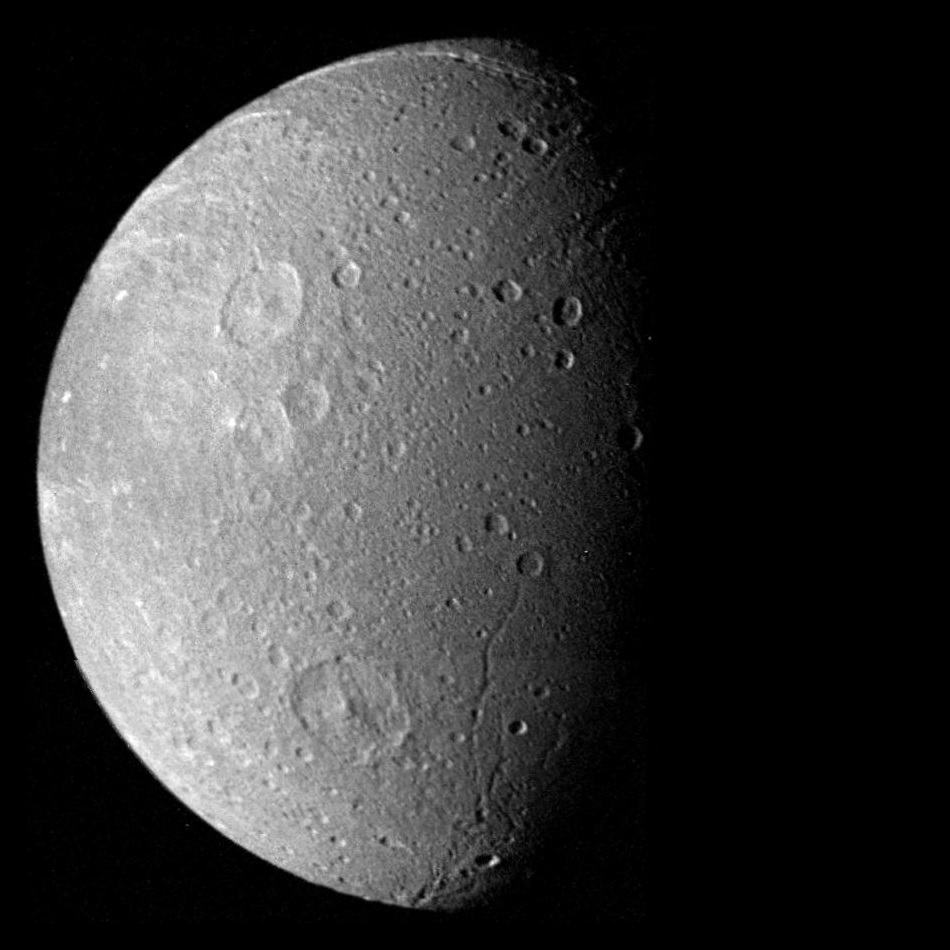
Imagen de Dione obtenida por la sonda Voyager 1. En esta imagen se ven cráteres en Dione.

La superficie helada de Dione incluye regiones de alta y moderada craterización; llanos ligeramente craterizados; y áreas de fracturas tectónicas. Las regiones altamente craterizadas tienen numerosos cráteres mayores de 100 kilómetros de diámetro. El área de los llanos tiene cráteres menores de 30 kilómetros de diámetro. Una fracción alta del área altamente craterizada está situada en el hemisferio de atrás. Esto es lo opuesto de lo que esperaron algunos científicos; E. Shoemaker y Wolfe en 1982 propusieron un modelo de craterización para un satélite frenado por las mareas, donde los cometas eclípticos caerían más seguido en el hemisferio de adelante que el de atrás. Esto sugiere que durante el período del bombardeo pesado, Dione estaba en una orientación opuesta a la de hoy. Dado que Dione es relativamente pequeña, un impacto capaz de causar un cráter de 35 kilómetros o más habría podido reorientar el satélite. Puesto que hay muchos cráteres mayores de 35 kilómetros, Dione se habría podido reorientar en varias ocasiones durante el periodo de bombardeo pesado temprano ("Late Heavy Bombardment"). El patrón de craterización desde entonces y del albedo brillante del lado principal sugiere que Dione ha permanecido en su orientación actual por varios miles de millones años. Al igual que Calisto, los cráteres de Dione carecen de las alturas características del relieve de la Luna y Mercurio, esto es probablemente debido a la deformación de la débil corteza de Dione a través de escalas de tiempo geológico.
Recientemente se ha descubierto gracias a la misión Cassini-Huygens que tanto Tetis cómo Dione están expulsando chorros de partículas al espacio, lo cual indica cierta actividad geológica presente.

## Actividad geológica
En mayo de 2013, la nave espacial Cassini proporcionó pruebas de que Dione podría ser más activo de lo predicho. Se pensaba que podría ser un vestigio de la actividad que Cassini descubrió anteriormente en Encélado, otro satélite de Saturno. Mediante imágenes topográficas generadas por estereografía, algunos equipos de la NASA sospechan que ciertos plegamientos a través de una prominente cresta en el hemisferio delantero solo serían posibles si hubiera un océano subsuperficial. Esto procede de observaciones y modelos de Janiculum Dorsa. Esta montaña tiene una altura de entre uno y dos kilómetros. La corteza de Dione parece arrugarse a medio kilómetro bajo la montaña, lo que sugiere que la corteza helada era cálida cuando se formó la cresta. La mejor manera de conseguir ese calor es que el satélite tenga un océano interno. Dione también se calienta por efecto de marea, ya que se acerca y se aleja de Saturno durante su órbita.

## Satélites troyanos
Al igual que Tetis, Dione posee dos satélites troyanos coorbitales: Helena y Pollux, los cuales orbitan Saturno en los puntos lagrangianos L4 y L5 de Dione. Póllux es interesante en el sentido que fue recientemente descubierto (2004) por la sonda Cassini, mientras que la existencia de Helena se conocía desde 1980.

## Exploración
Dione fue fotografiado por primera vez por las sondas espaciales Voyager. Más recientemente, el orbitador Cassini efectuó hasta cinco sobrevuelos cercanos al satélite. El primer sobrevuelo fue el 11 de octubre de 2005 a una distancia de 500 km; el siguiente, a la misma distancia el 7 de abril de 2010; el tercero fue el más cercano, llegando hasta los 99 km el 12 de diciembre de 2011; durante el cuarto, el 16 de junio de 2015, Cassini se aproximó hasta los 516 km; y el quinto y último ocurrió el 17 de agosto de 2015 a una distancia de 474 km.